# Bálint Miskovicz
Bálint Miskovicz (18 gennaio 1962) è un ex calciatore ungherese, di ruolo centrocampista.

## Carriera

### Club
Miskovicz vestì la maglia del Dunaújváros, per poi trasferirsi ai norvegesi del Mjøndalen nel 1992. Esordì nell'Eliteserien il 26 luglio, quando fu titolare nella sconfitta per 0-1 contro il Lyn Oslo.